# Eugène Halphen
Pour les autres membres de la famille, voir Famille Halphen.
Eugène Halphen (5 juillet 1820 à Paris - 27 décembre 1912 à Paris), est un avocat et historien français.

## Biographie
Avocat de profession, il s'occupe de travaux historiques. Membre de l'Association pour l'encouragement des études grecques en France depuis 1870, il est l'un des fondateurs de la Société de l'histoire de Paris.

## Publications
- L'enlévement innocent, ou, Le retrait clandestine de Monseigneur le prince avec Madame la princesse sa femme, hors de France, 1609-1610: vers itinéraires & faits en chemin (1859)
- Véritable discours de la naissance et vie de monseigneur le Prince de Condé jusqu'à présent à lui desdié /par le sieur de Fiefbrun ; pub. d'après le manuscrit de la Bibliothèque Impèriale par E. Halphen ; suivi de lettres inedites de Henri II Prince de Condé (1861)
- Journal inédit du règne de Henry IV: 1598-1602 (1862)
- Lettres inédites du roi Henri IV à Monsieur de Sillery, ambassadeur à Rome du 1er avril au 27 juin 1600 (1866)
- Mémoires-journaux de Pierre de L'Estoile: Édition pour la première fois complète et entièrement conforme aux manuscrits originaux (1875)
- Discours de la bataille de Garennes (Ivry), en mars 1590, par Mgr [le duc de Mayenne] et le Roy de Navarre (1875)
- Enquête sur le baptême du roi Henri IV (1599), publiée d'après le manuscrit de la Bibliothèque nationale (1878)
- Harangues et lettres Inédites du roi Henri IV., Suivies de lettres inédites du poète Nicolas Rapin et de son fils (1879)
- Lettres Inédites du Roi Henri IV. À Monsieur de Bellièvre, 1602 (1881)
- Mémoires-journaux de Pierre de L'Estoile: Journal de Henri IV, 1589-1611 (1883)
- Documents inédits concernant la prise de Montmélian par le roi Henri IV en 1600 (1885)
- Discours du roi Henri IV au parlement prononcé le 16 février 1599 ; Deux billets du roi Henri IV : 1600 ; Trois pièces concernant l'accusation du duc de Biron : 1602 (1886)
- Coco Gratepain: poème en six chants (sous le nom de Ugenic Phanhel, 1888)
- Lettres Inedites du Roi Henri IV. À Monsieur de Bethune, Ambassadeur de France à Rome, Du 11. Janvier Au 12. Juillet 1605 (1901)
- Journal inédit de Arnauld d'Andilly, 1625 ; publié d'après le manuscrit autographe par Eugène Halphen et Jules Halphen (1902)
- Contes de Romainville (1908)
- Journal inédit d'Arnauld d'Andilly: 1630 à la fin (1909)
- Contes à mes nièces (1910)

## Sources
- Honoré Champion, Siméon Halphen, Eugène Halphen, 1820-1912. Notice biographique sur M. Eugène Halphen, par H. Champion, suivie de : Quelques particularités de ma vie, par M. Siméon Halphen, 1913